# Lee Norris
Lee Norris, właściwie Lee Michael Norris (ur. 25 września 1981 w Greenville) – amerykański aktor.
Uczęszczał do Eastern Elementary, E.B. Aycock Middle School i J.H. Rose High School w Greenville. W 2004 ukończył Wake Forest University w Winston-Salem, w Karolinie Północnej.

## Filmografia

### filmy fabularne
- 1995: Podróż Augusta Kinga (The Journey of August King) jako Srebrny chłopak
- 1996: A Step Toward Tomorrow jako Perry
- 1996: Instynkt macierzyński (A Mother's Instinct, TV) jako Jeremy / Joey
- 1997: Hope (TV) jako Billy October
- 1997: Wszędzie, tylko nie w domu (Any Place But Home, TV) jako John Wesley
- 2006: Surf School jako Larry
- 2007: Zodiak (Zodiac) jako młody Mike Mageau
- 2014: Zaginiona dziewczyna (Gone Girl) jako oficer

### seriale TV
- 1991-92: Rodzina Torkelsonów (The Torkelsons) jako Chuckie Lee Torkelson
- 1993: Kroniki młodego Indiany Jonesa (The Young Indiana Jones Chronicles) jako dzieciak
- 1993: Almost Home jako Chuckie Lee Torkelson
- 1993-94: Chłopiec poznaje świat (Boy Meets World) jako Stuart Lempke/Stuart Minkus/Minkus
- 1995: Amerykański horror (American Gothic) jako Benji Healy
- 1998: Chłopiec poznaje świat (Boy Meets World) jako Stuart Minkus
- 2000: Jezioro Marzeń (Dawson's Creek) jako aktor
- 2003–2012: Pogoda na miłość (One Tree Hill) jako Marvin 'Mouth' McFadden
- 2007: Powrót na October Road (October Road) jako Ian
- 1993-94: Dziewczyna poznaje świat (Girl Meets World) jako Stuart Minkus